# منتخب بولندا تحت 20 سنة لكرة القدم

## منتخببولنداتحت 20 سنة لكرة القدم(بالبولندية:Reprezentacja Polski U-20 w piłce nożnej mężczyzn)‏هو تمثلبولنداالرسمي في المنافسات الدولية فيكرة القدمفي فئة كرة قدم تحت 20 سنة للرجال.[1]
المنتخب البولندي لكرة القدم تحت 20 سنة - فريق كرة قدم أقل من 20 عامًا، يمثل جمهورية بولندا في المباريات والأحداث الرياضية الدولية، وهو واحد من عشرة فرق وطنية لكرة القدم للشباب في البلاد ، يتم تعيينه من قبل المدرب ، حيث لا يشارك فيه سوى اللاعبين ذوي الخبرة الجنسية البولندية ومن يمكنه اللعب الاتحاد البولندي لكرة القدم (PZPN) هو المسؤول عن عمله . مدرب المنتخب الوطني هو ميووش ستبينسكي  .

### التاريخ والنجاحات
حتى الآن، لعب المنتخب البولندي لكرة القدم تحت 20 عامًا أربع مرات في بطولة العالم في هذه الفئة العمرية. وتأهل فريق الناشئين إلى النهائيات لأول مرة عام 1979، وكان يضم عدة لاعبين حققوا نجاحاً كبيراً في كرة القدم العليا، مثل: أندريه بونكول وحارس المرمى ياتسيك كازيميرسكي . احتل الفريق المركز الرابع في تلك النهائيات وتنافس، من بين آخرين، مع المنتخب الأرجنتيني (بطل كأس العالم تحت 20 سنة 1979)، والذي كان يضم دييغو مارادونا .
وبعد ذلك بعامين، تأهل الفريق مرة أخرى إلى نهائيات بطولة العالم، التي أقيمت هذه المرة في أستراليا. في عام 1981، خسر اللاعبون مباراتين وفازوا بمباراة واحدة فقط، ولهذا السبب لم يتأهلوا إلى مرحلة المجموعات واحتلوا في النهاية المركز الثالث في المجموعة. ضم هذا الفريق لاعبين مثل: داريوس دزيكانوفسكي ، جان أوربان ، ريزارد تاراسيويتش ، داريوس فادوتشيك وجوزيف فاندزيك .
نظرًا لعمره، لم يتمكن سوى جوزيف فاندزيك من المشاركة في نهائيات كأس العالم تحت 20 سنة القادمة، والتي أقيمت في عام 1983 في المكسيك. بصرف النظر عنه وعن لاعبين آخرين، لعب أيضًا لاعب كرة قدم مشهور آخر، ماريك ليسنياك، في المنتخب الوطني . ممثل مستقبلي آخر للمنتخب البولندي الأول، ياروسلاف باكو، شارك أيضًا في الحدث كحارس مرمى احتياطي . وانتهت النهائيات بأكبر نجاح حتى الآن لفريق هذه الفئة العمرية حيث حصل على المركز الثالث. وتأهل الفريق للنهائيات مرة أخرى بعد غياب 24 عاما في عام 2007.
ويتنافس الفريق الحالي في بطولة الأمم الأربع التي تقام في أوفنبورج بألمانيا . كجزء من البطولة ، يلعب الفريق مباريات مع منتخبات ألمانيا وإيطاليا وسويسرا  ] . في المباراة الأولى لهذه البطولة، التي أقيمت يوم 31 أغسطس 2011، خسرت بولندا أمام المنتخب الألماني بنتيجة 2:4  .